# Eran Zahavi
Eran Zahavi (hebrejsky ערן זהבי; narozen 25. července 1987 Rišon le-Cijon) je izraelský profesionální fotbalista, který hraje na pozici útočníka za izraelský klub Maccabi Tel Aviv FC a za izraelský národní tým.

## Klubová kariéra
Zahavi hrál ve své profesionální kariéře za kluby Hapoel Tel Aviv (Izrael), Hapoel Nir Ramat HaSharon (Izrael), US Città di Palermo (Itálie), Maccabi Tel Aviv (Izrael).
V dresu Maccabi Tel Aviv zazářil v předkolech Ligy mistrů UEFA 2015/16, jeho gólové příspěvky výrazně přispěly k druhé účasti Maccabi ve skupinové fázi Ligy mistrů.

## Reprezentační kariéra
Eran Zahavi reprezentoval Izrael v mládežnické kategorii U21.
V A-týmu Izraele debutoval 2. 9. 2010 v kvalifikačním zápase v Ramat Ganu proti týmu Malty (výhra 3:1).